# Chemin des Outaouais
 (février 2025).
Le Chemin des Outaouais est un organisme civique, amical, à but non lucratif et laïc voué à la promotion de la marche et qui organise deux types de randonnées pédestres. 
Dans un premier temps, il coordonne une marche annuelle de longue durée inspirée du modèle du Chemin de Compostelle. Cette marche de 230 kilomètres relie  Ottawa à Montréal. Elle débute à Ottawa, capitale nationale du Canada, située dans la province d’Ontario, longe la rivière des Outaouais sur l’une ou l’autre de ses deux rives et se termine à Montréal, métropole du Québec. Ce circuit de randonnée de longue durée  compte 12 étapes variant de 13 à 26 kilomètres. Il se complète donc en douze jours. Pour passer de la rive ontarienne à la rive québécoise de l’Outaouais et vice-versa, les marcheurs doivent emprunter le traversier à trois reprises. Chaque matin, du 25 mai au 18 juin de chaque année, de petits groupes, composés d’un maximum de six personnes, entreprennent ce périple. L’hébergement se fait, en grande majorité, dans des ressources minimalistes et centrées sur l’essentiel. 
Le Chemin des Outaouais organise aussi, de septembre à mai, des marches récréatives d’une durée de deux à trois heures, les lundis, mercredis et vendredis. Les amoureux de la marche sont invités à se joindre à d’autres adeptes de la randonnée pédestre et à venir explorer les beautés du parc de la Gatineau, situé au Québec ou encore les magnifiques sentiers qui jalonnent les deux rives de l’Outaouais, dans la région de la capitale nationale canadienne, à l’occasion de randonnées urbaines.

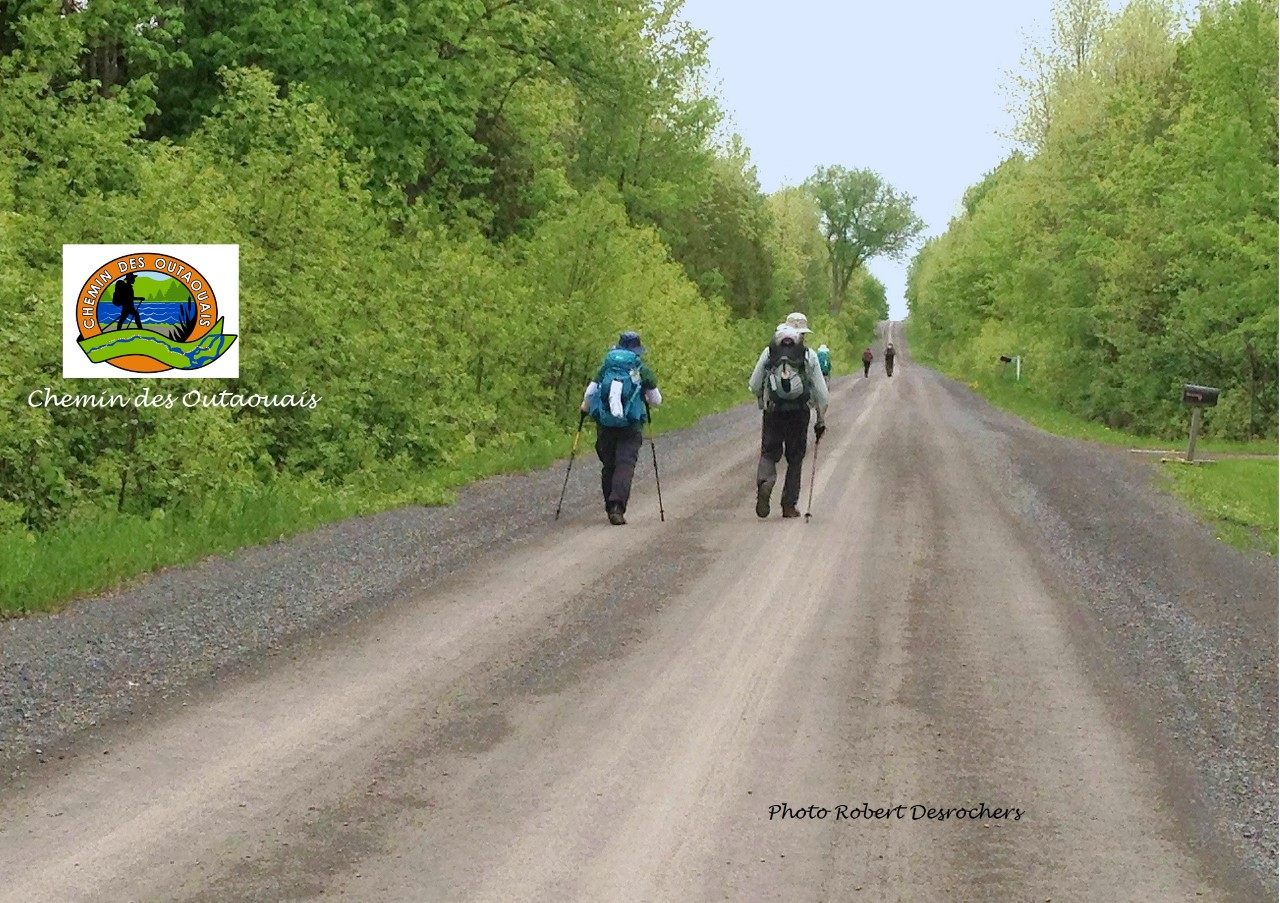
Sentier en gravier sur le Chemin des Outaouais au Québec

## Historique

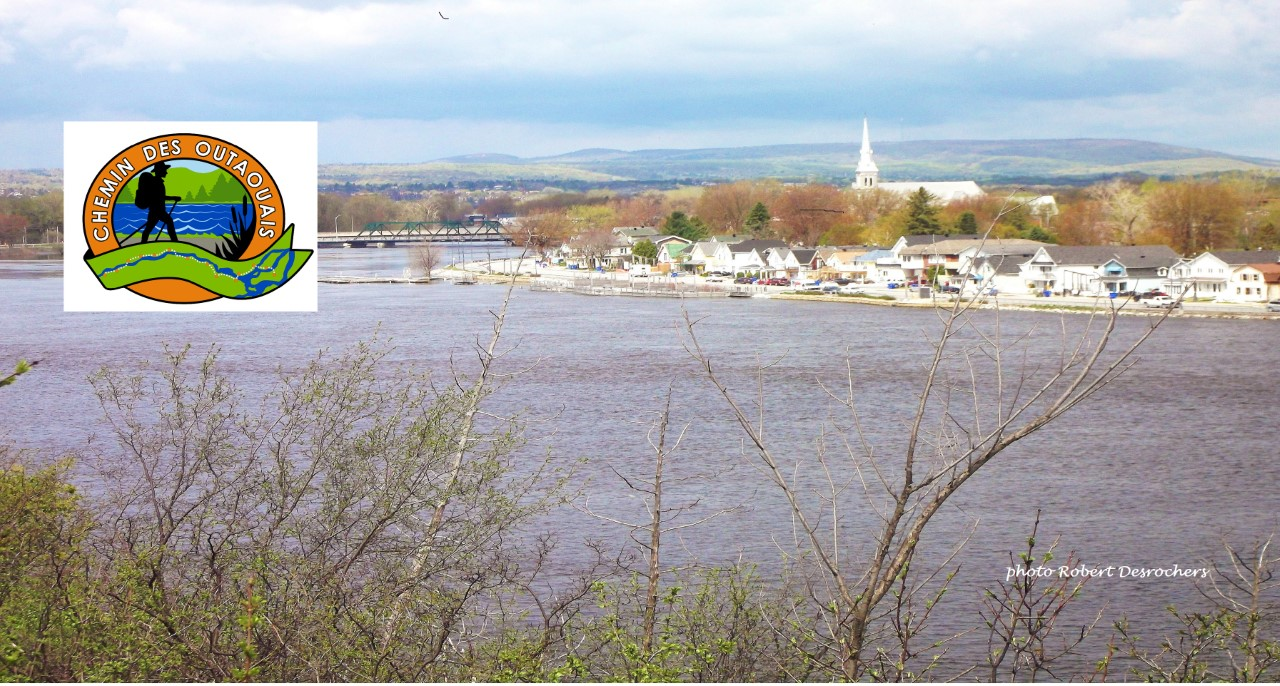
Rivière des Outaouais au Québec

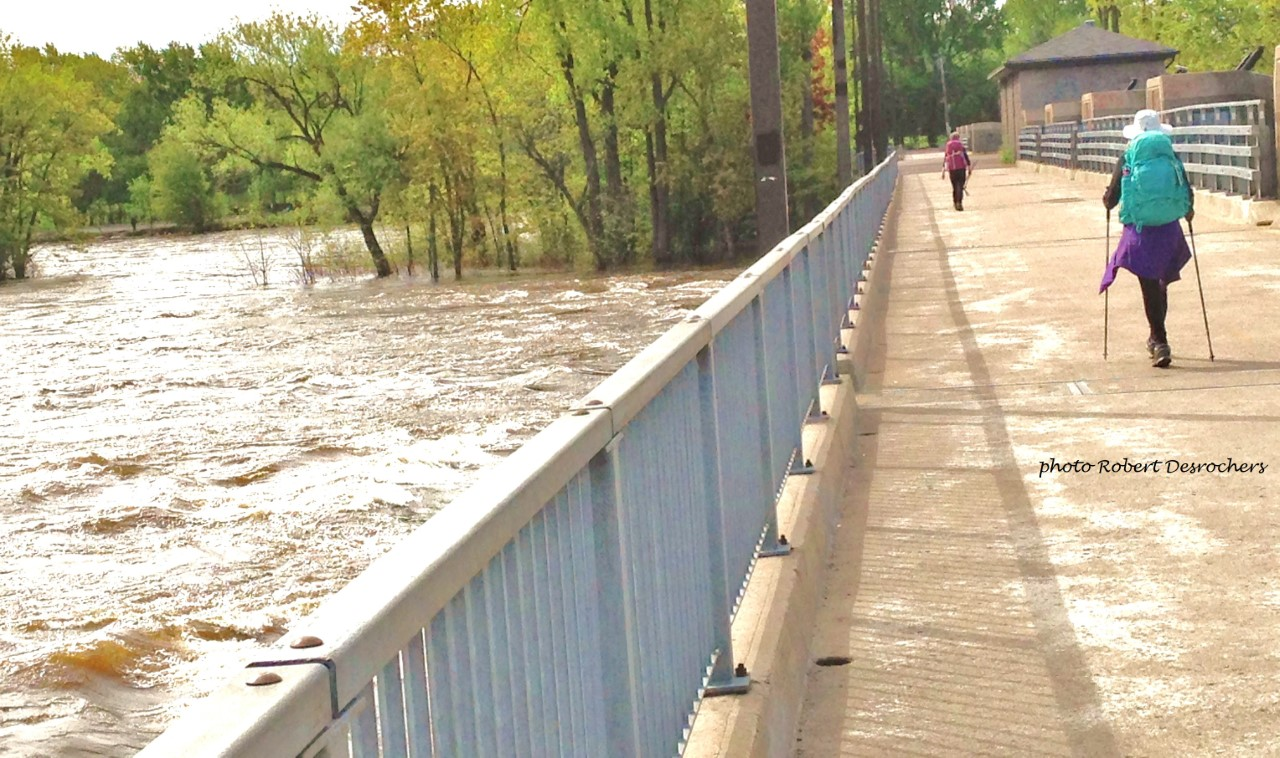
Sentier du Chemin des Outaouais

Le Chemin des Outaouais fut, au départ, inspiré du célèbre Chemin de Saint-Jacques-de-Compostelle dont les ramifications traversent une bonne partie de l’Europe et se terminent dans la ville de Saint-Jacques-de-Compostelle, en Espagne. C’est au retour de ce pèlerinage, en 2004, que naît, dans l’esprit de Rodolphe Latreille, fondateur de l’actuel Chemin des Outaouais, l’idée de tracer un parcours de marche entre la région de l’Outaouais et Montréal. Appuyé par quelques bénévoles, il met en place un comité qui a pour mandat de préparer ce parcours qui longerait la rivière des Outaouais jusqu’à Montréal. Le premier parcours officiel est créé dès 2005 sous l’appellation de « Chemin des Sanctuaires: Outaouais-Montréal ». En janvier 2009, un conseil d’administration est formé en conformité avec l’enregistrement à la Régie des entreprises du Québec. Le parcours prend alors le nom qu’on lui connaît maintenant : « Chemin des Outaouais ». 
Depuis 2005,  des centaines de personnes ont parcouru ce chemin.

## Mission et valeurs
Les marches et randonnées organisées par le Chemin des Outaouais, qu’elles soient annuelles ou hebdomadaires, se veulent favorables à la croissance personnelle et au maintien du bien-être physique ainsi que d’une bonne santé. Elles veulent favoriser également les relations humaines et le développement de liens d’amitié, dans la simplicité tout comme dans la diversité, par leur caractère inclusif et ouvert à tous.

## Administration
Le Chemin des Outaouais, en conformité avec la Régie des entreprises du Québec,  est dirigé par un Conseil d’administration composé de sept bénévoles. Ceux-ci sont élus lors de l’assemblée générale annuelle. Tous les services qui sont offerts le sont par des personnes-ressources non-rémunérées. 

## Affiliations
Le Chemin des Outaouais est affilié à RandoQuébec, « un organisme sans but lucratif qui fait la promotion de la randonnée pédestre et de la raquette à travers le Québec en fournissant des outils à toutes les personnes actives dans le développement de la marche à travers la province », comme il se définit lui-même. En outre, le Chemin des Outaouais est un partenaire de soutien de la ville de Gatineau, la quatrième ville d’importance au Québec. 

## Trajet et attraits

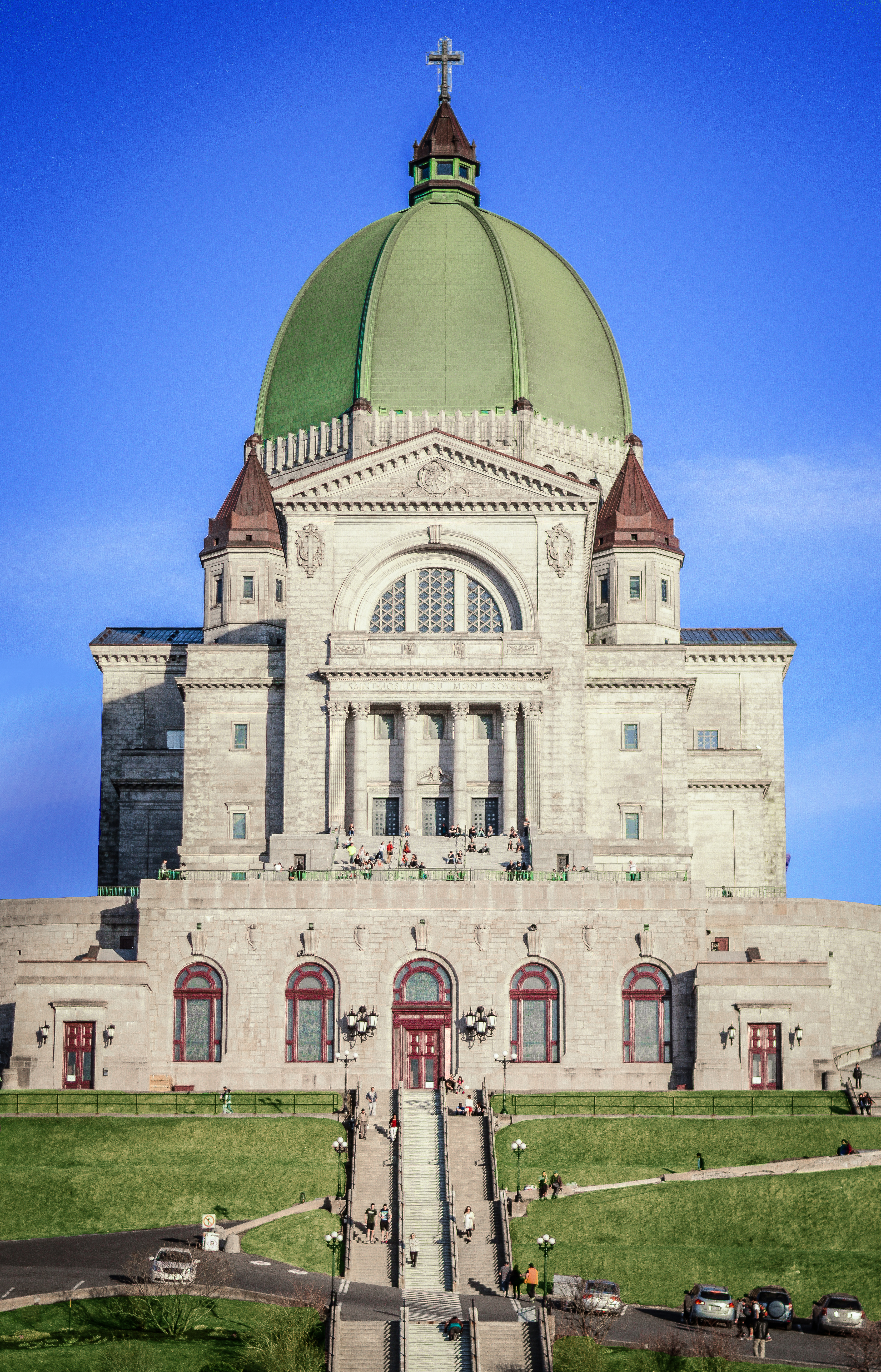
Endroit de l'arrivée à Montréal, l'Oratoire Saint-Joseph

Tant sur la rive québécoise que sur la rive ontarienne, la marche annuelle traverse de magnifiques villages et offre des paysages inoubliables. La campagne québécoise, sur la rive nord de l’Outaouais, est dominée par les collines de la Gatineau, prolongement de la chaîne des Laurentides. Du côté ontarien, les paysages de plaines fertiles appartiennent à cette région naturelle que l’on nomme les basses terres du Saint-Laurent. 
Par ailleurs, les randonnées hebdomadaires permettent d’explorer les multiples sentiers du parc de la Gatineau, aux paysages toujours magnifiques, quelle que soit la saison. Les randonnées urbaines, pour leur part, permettent la découverte des nombreuses pistes qui longent l’un ou l’autre des cours d’eau de la région, soient l’Outaouais, la Gatineau et la Rideau, sans oublier le canal du même nom.

## Préparation
Le marcheur qui souhaite participer à l’une ou l’autre des randonnées du Chemin des Outaouais doit se munir de bonnes bottes de marche, d’un sac à dos et de bâtons de marche. Pour les randonnées hivernales, raquettes et crampons sont fortement recommandés. Pour la marche de longue durée, confort et légèreté sont des critères déterminants.  Pour préparer adéquatement cette grande randonnée, il est fortement recommandé de se joindre aux marches hebdomadaires qui favorisent la mise en forme et l’habitude de marcher avec l’équipement requis. 

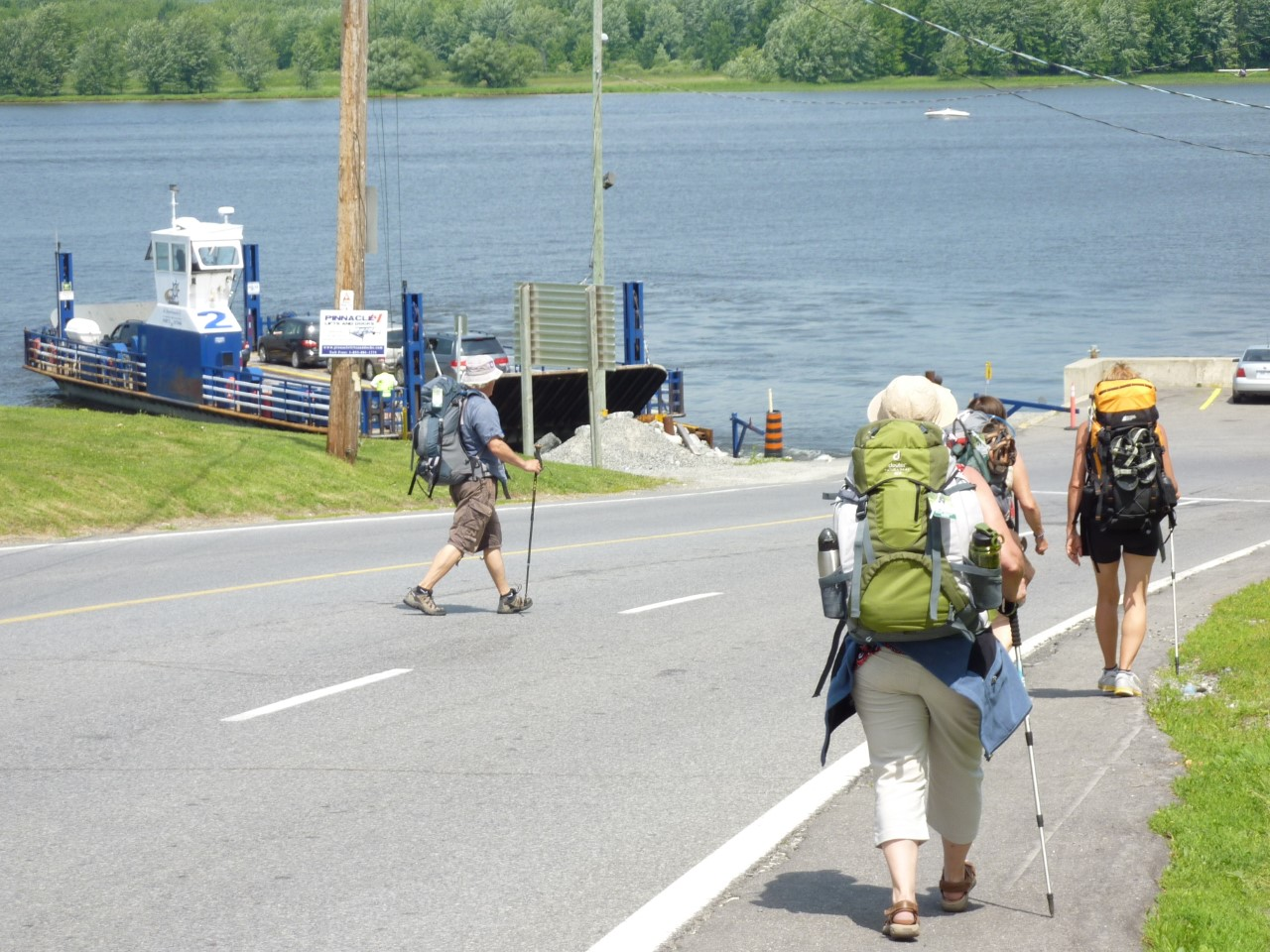
Traversier entre l'Ontario et le Québec utilisé par les marcheurs